# Консіл-Блафс
Консіл-Блафс (англ. Council Bluffs) — місто (англ. city) в США, в окрузі Поттаваттамі штату Айова, адміністративний центр округу. Населення — 62 799 осіб (2020). Розташоване на східному березі річки Міссурі. В 2000 році в місті проживало 58,268 осіб. Через річку від Консіл-Блафс розташоване набагато більше місто Омаха. Історія цих двох міст тісно пов'язана; в 1854 році після видання закону про Канзас та Небраску Омаха було засноване групою підприємців з Консіл-Блафс, яке існувало вже кілька десятиліть.

## Географія
Консіл-Блафс розташований за координатами 41°14′20″ пн. ш. 95°51′15″ зх. д. / 41.23889° пн. ш. 95.85417° зх. д. (41.238785, -95.854239).  За даними Бюро перепису населення США в 2010 році місто мало площу 112,97 км², з яких 106,12 км² — суходіл та 6,85 км² — водойми.

## Демографія
Згідно з переписом 2010 року, у місті мешкало 62 230 осіб у 24 793 домогосподарствах у складі 15 528 родин. Густота населення становила 551 особа/км².  Було 26594 помешкання (235/км²).
Расовий склад населення:
| - 90,9 % — білих - 1,9 % — чорних або афроамериканців - 0,7 % — азіатів - 0,6 % — корінних американців - 3,6 % — осіб інших рас |

До двох чи більше рас належало 2,4 %. Частка іспаномовних становила 8,5 % від усіх жителів.
За віковим діапазоном населення розподілялося таким чином: 24,1 % — особи молодші 18 років, 62,4 % — особи у віці 18—64 років, 13,5 % — особи у віці 65 років та старші. Медіана віку мешканця становила 35,9 року. На 100 осіб жіночої статі у місті припадало 94,8 чоловіків;  на 100 жінок у віці від 18 років та старших — 92,6 чоловіків також старших 18 років.
Середній дохід на одне домашнє господарство  становив 57 456 доларів США (медіана — 45 551), а середній дохід на одну сім'ю — 68 524 долари (медіана — 58 334). Медіана доходів становила 41 161 долар для чоловіків та 33 586 доларів для жінок. За межею бідності перебувало 16,3 % осіб, у тому числі 24,5 % дітей у віці до 18 років та 8,1 % осіб у віці 65 років та старших.
Цивільне працевлаштоване населення становило 30 529 осіб. Основні галузі зайнятості: освіта, охорона здоров'я та соціальна допомога — 22,9 %, роздрібна торгівля — 13,6 %, виробництво — 11,1 %, мистецтво, розваги та відпочинок — 9,7 %.

## Персоналії
- Лі де Форест (1873-1961) — американський винахідник.